# Сепно (Ґродзиський повіт)
Сепно (пол. Sepno) — село в Польщі, у гміні Каменець Ґродзиського повіту Великопольського воєводства.
Населення — 464 особи (2011).
У 1975-1998 роках село належало до Познанського воєводства.

## Демографія
Демографічна структура станом на 31 березня 2011 року:
|          | Загалом | Допрацездатний вік | Працездатний вік | Постпрацездатний вік |
| -------- | ------- | ------------------ | ---------------- | -------------------- |
| Чоловіки | 239     | 53                 | 154              | 32                   |
| Жінки    | 225     | 51                 | 128              | 46                   |
| Разом    | 464     | 104                | 282              | 78                   |